# HMP Wolds

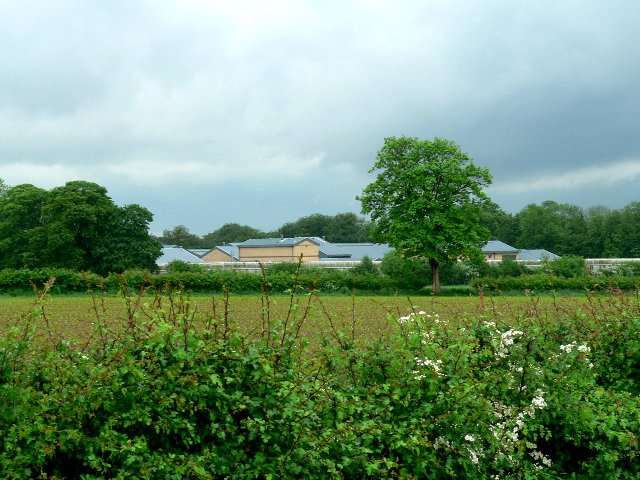
Fängelset i maj 2006

HMP Wolds är ett privat fängelse i kategori C för män i England, beläget sydväst om Everthorpe, (utanför Brough) i East Riding of Yorkshire. Det drivs av G4S, och närmaste fängelse är HMP Everthorpe. 

## Historia
1991 vann G4S den första upphandlingen om privata fängelser i Storbritannien, vilken även var den första i hela Europa. HMP Wolds invigdes i april 1992 som ett häkte, men blev 1993 ett fängelse i säkerhetsklass B. 2001 vann HMP Wolds nästa upphandling, och fängelset bytte säkerhetsklass till C.

## Fängelset
Fängelset är i kategori C och för vuxna män (inklusive de som avtjänare senare delar av livstidsstraff). Fängelset består av sex enheter med enkel- och dubbelceller (vissa enkelseller har infört dubbelbeläggning. 
I programmet förekommer bland annat utbildning, arbete och trädgård. Det finns också ett gym och kaplan för flera religioner.
Den 13 juli 2011 meddelades att HMP Wolds kommande höst skulle genomgå ny handlingar, med anbud från privata företag och HM Prison Service sedan kontraktet med G4S gått ut.

### Fotnoter
1. ↑  ”Welcome to HM Prison Wolds”. G4S. Arkiverad från originalet den 10 januari 2009. https://web.archive.org/web/20090110084402/http://www.hmpwolds.co.uk/. Läst 13 januari 2009.
2. ↑  Travis, Alan (13 juli 2011). ”Nine prisons put up for tender in mass privatisation programme”. The Guardian. http://www.guardian.co.uk/society/2011/jul/13/nine-prisons-tender-privatisation-programme. Läst 14 juli 2011.